# Pluraletantum
Ein Pluraletantum (von lateinisch plurale tantum „nur Plural“), Pluralwort oder Mehrzahlwort ist ein Substantiv, das ausschließlich im Plural gebräuchlich ist. Der Plural von Pluraletantum lautet gemäß Online-Duden Pluraletantums oder Pluraliatantum (pluralia + tantum). Das Gegenwort zu Pluraletantum ist Singularetantum (Einzahlwort).
Im Deutschen und in anderen Sprachen mit grammatischem Genus, bei denen im Plural die Genera zusammenfallen, kann für Pluralwörter kein eigenes Genus festgestellt werden.

## Anwendung
Beispiele für Pluraletantums in der deutschen Sprache sind:
- Leute (Personen)
- Ferien (Urlaub)
- Kosten (Ausgaben)
- Diäten (Abgeordnetenentschädigungen)
- Masern (Infektionskrankheit)
- Memoiren (Erinnerungen)
- Prügel (Körperstrafe)
- Spesen (Verpflegungsmehraufwand)

Geografische Bezeichnungen:
- Azoren, Tropen, Vogesen

## Unechte Pluraliatantum
Unechte Pluraliatantum sind Substantive, bei denen es einen (oft selten gebrauchten) Singular im Nominativ gleich der Schreibweise wie im Plural gibt:
- Geschwister (ein Geschwister)
- Möbel (ein Möbel)
- Lebensmittel (ein Lebensmittel)
- Spaghetti (eine Spaghetti; auch der Spaghetto)[5][6]

## Besondere Fälle
Zu manchen Wörtern, die überwiegend nur in der Mehrzahl gebräuchlich sind, gibt es regional jedoch auch die Einzahlform:
- Zu Trümmer gibt es so in Bayern, Schwaben und Österreich den Singular Trumm (wenn auch mit anderer Bedeutung: großes oder schweres Teil statt Zerstörtes).

Zu anderen Wörtern gibt es einen Singular, der jedoch nur in bestimmter Bedeutung verwendet wird:
- Zu Daten gibt es den Singular Datum, der etwa als Kalenderdatum für einen bestimmten Zeitbezug gebraucht wird, oder als geodätisches Datum für einen bestimmten Raumbezug.

Ein Sonderfall ist der Plural -leute für einige Zusammensetzungen mit -mann und -frau:
- Fachleute – Fachmänner, Fachfrauen
- Feuerwehrleute – Feuerwehrmann, Feuerwehrfrau
- Geschäftsleute – Geschäftsmänner, Geschäftsfrauen
- Hauptleute, Hauptmänner – Hauptmann
- Kaufleute – Kaufmann, Kauffrau
- Landsleute – Landsmann, Landsfrau
- Ombudsleute – Ombudsmann, Ombudsfrau
- Seeleute – Seemann, Seemännin[7]
- Vertrauensleute – Vertrauensmann, Vertrauensfrau

## Singularbildung durch Komposita
Ein dem Singular entsprechender Sachverhalt kann bei Pluraliatantum häufig durch eine Zusammensetzung ausgedrückt werden:
- die Ferien – der Ferientag
- die Kosten – der Kostenanteil
- die Eltern – der Elternteil (fachsprachlich auch: der oder das Elter)
- die Geschwister – der Geschwisterteil (fachsprachlich auch: das Geschwister)

## Beispiele aus anderen Sprachen
Englisch:
- clothes – Kleider
- trousers – die Hose
- thanks – der Dank
- scissors – die Schere

Französisch:
- les lunettes – die Brille
- les ciseaux – die Schere
- les fiançailles – die Verlobung